# Kishódos
Kishódos es un pueblo ubicado en el distrito de Fehérgyarmat, en el condado de Szabolcs-Szatmár-Bereg, Hungría.

## Superficie
Posee una superficie de 8,920 kilómetros cuadrados.

## Demografía
Hasta 2019 la población era de 85 habitantes, con una densidad de población de 9,529 habitantes por kilómetro cuadrado.